# Le voyage en Amérique
Le voyage en Amérique è un film del 1952 diretto da Henri Lavorel.